# Helmut Noll
Helmut Noll (ur. 27 czerwca 1934 w Bremie, zm. 27 listopada 2018 tamże) – niemiecki wioślarz, srebrny medalista olimpijski.
Wystąpił na igrzyskach olimpijskich w Helsinkach w 1952 roku, gdzie reprezentanci Wspólnej Reprezentacji Niemiec w składzie: Heinz Manchen, Helmut Heinhold i Helmut Noll (sternik) zdobyli srebrny medal w dwójkach ze sternikiem. W finale o 3,5 sekundy przegrali z osadą Francji, a o 2,8 sekundy wyprzedzili osadę Danii. Był to jego jedyny start olimpijski.
Zdobył mistrzostwo kraju w dwójkach ze sternikiem w 1952 roku. Odznaczony Srebrnym Liściem Laurowym. 